# Războinic

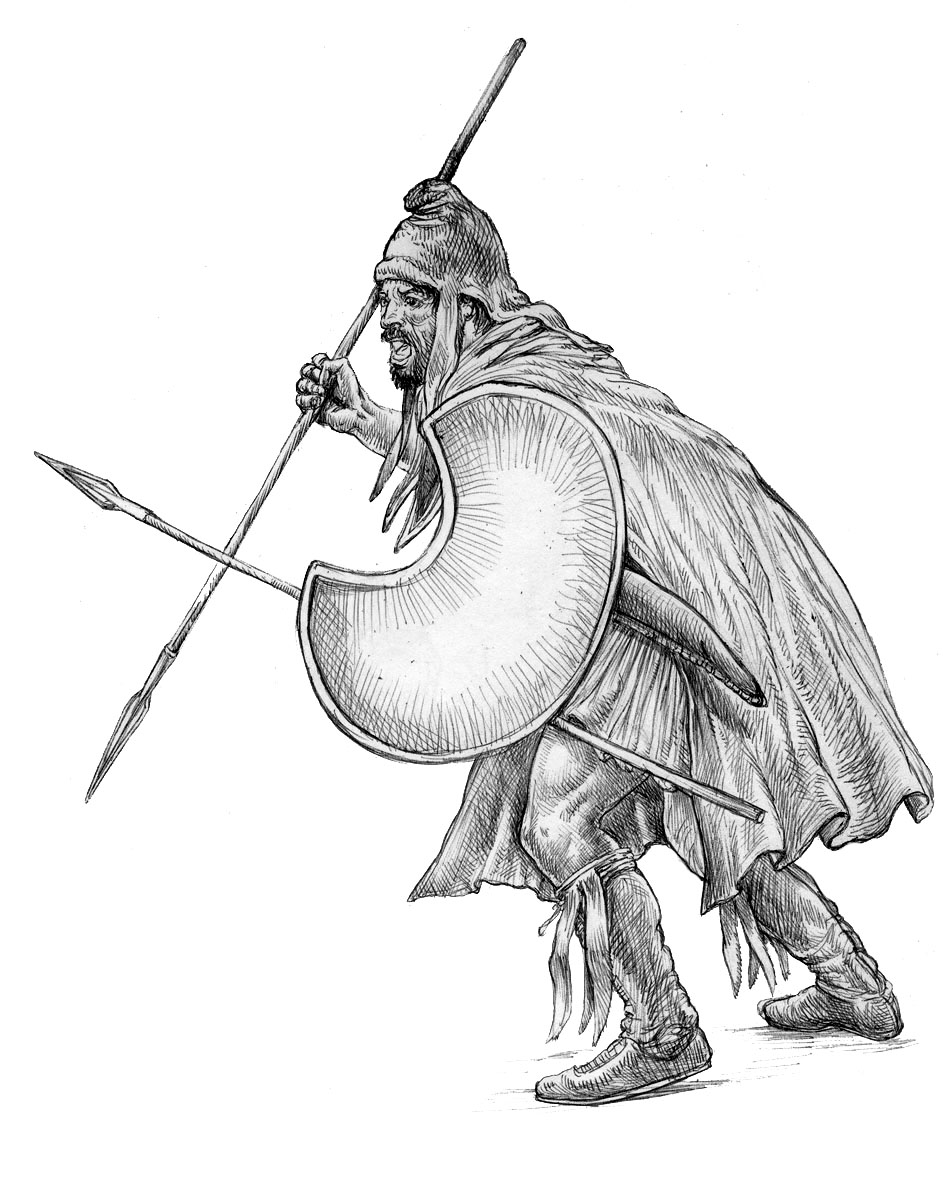
Războinic trac (peltast),
secolele V - IV î.Hr.

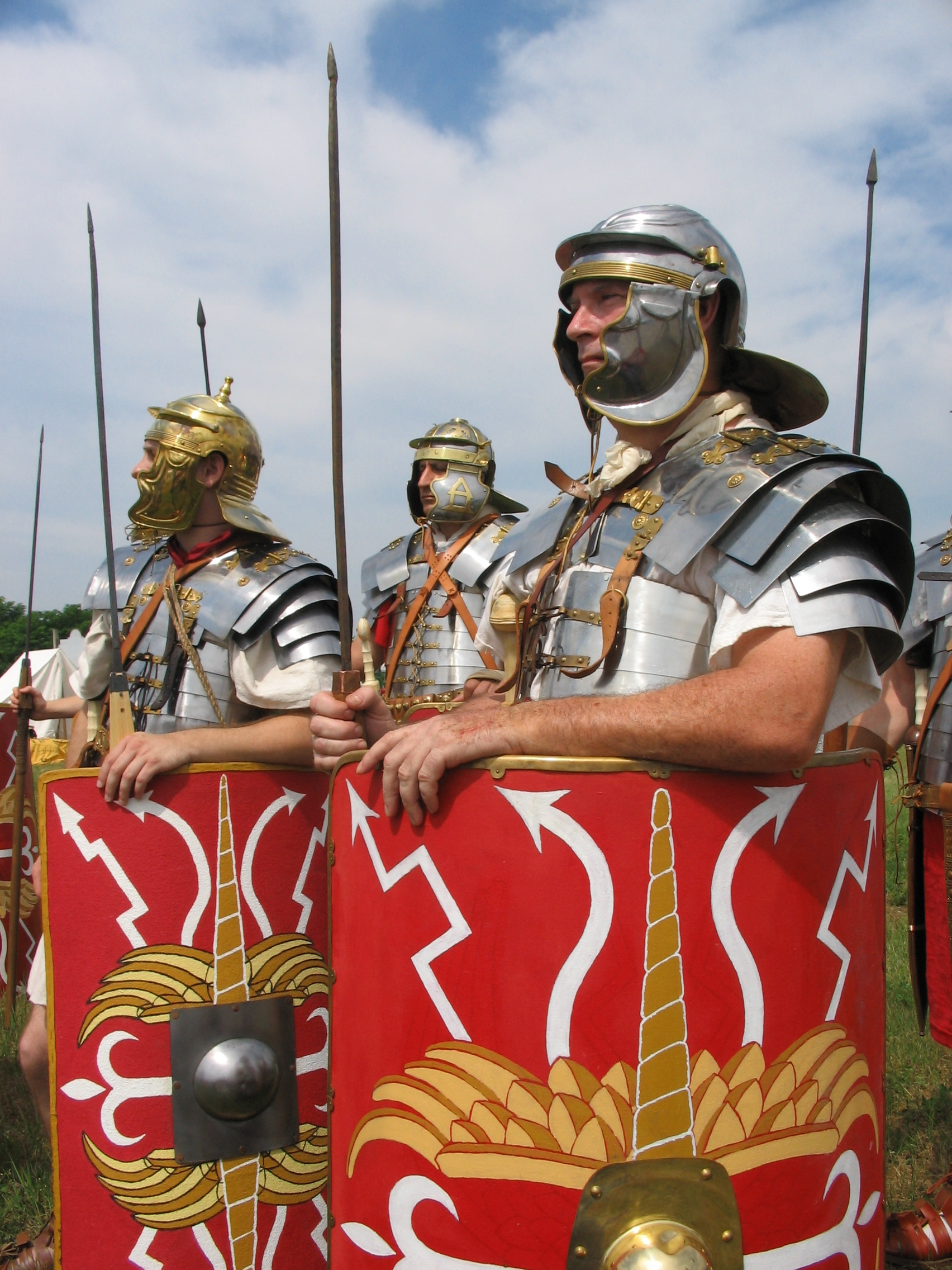
Legionari romani (reconstituire)

Războinicul se referă la luptători și soldați în războaie istorice sau în societăți tribale. În Europa, epoca bronzului a reprezentat un moment de afirmare a castei războinicilor. Sabia, sulița, pumnalul, scutul și armura sunt piese care definesc războinicul acestei perioade și care îl însoțesc atât în luptă cât și în viața de apoi. Iscusit în mânuirea acestor arme și în arta războiului, luptătorul acestei perioade devine, alături de echipamentul său, o emblemă pentru comunitatea pe care o reprezintă.